# كوركيس الثالث صليوا
كوركيس الثالث صليوا هو بطريرك كنيسة المشرق الآشورية سابقا، ولد في يوم 23 تشرين الثاني/نوفمبر 1941 في مدينة الحبانية في العراق، أنتخب كبطريرك ليخلف دنخا الرابع خننيا في يوم 18 أيلول/سبتمبر 2015 وتم تنصيبه في يوم 27 أيلول/سبتمبر 2015 في عنكاوا في العراق ، وقد شغل في السابق منصب مطران العراق والأردن وروسيا وكان مقره في بغداد.